# Lijst van loges in Leuven
Deze lijst van loges in Leuven betreft zowel nog bestaande als historische loges uit de vrijmetselarij en de para-maçonnerie.
Alle hier vermelde loges zijn actief, tenzij anders vermeld.

## Vrijmetselarij

### Grootoosten van België
Het G.O.B. kent één actieve loge, die het Logegebouw te Leuven, gebruikt:
- Open Raam - Nederlandstalig

### Belgische federatie Le Droit Humain
Het D.H. kent één actieve loge, die het Logegebouw te Leuven, gebruikt:
- Daidalos - Nederlandstalig
- loge nummer 1363: De Twee Kolommen - Les Deux Colonnes (in slaap gesteld)

### Grootloge van België
De G.L.B. kent twee actieve loges die het Logegebouw te Leuven, gebruiken
- La Constance (opgericht onder de Grand Orient de France, 1833 overgegaan naar Grootoosten van België, 1959 overgegaan naar Grootloge van België) - Franstalig
- Andreas Vesalius - Nederlandstalig

### Confederatie van Loges Lithos
Lithos CL heeft een actieve loge die het Logegebouw in Leuven gebruikt
- Houtskool nr. 12 - Nederlandstalig

### Reguliere Grootloge van België
De R.G.L.B. kent één actieve loge die het Logegebouw te Leuven, gebruikt:
- loge nummer 2 : Les Disciples de Salomon (1968 opgericht onder de Grootloge van België en 1979 overgegaan naar de Reguliere Grootloge van België) - Nederlandstalig
- loge nummer 6: De Wyngaerdenranck (in 1973 opgericht onder de Grootloge van België en in 1979 overgegaan naar de Reguliere Grootloge van België - Nederlandstalig)

### District Grootloge van Merkmeesters in België
De Merkmeesters kent een Nederlandstalige werkplaats.

### Opperraad van de Aloude en Aangenomen Schotse Ritus van België
De Opperraad kent twee werkplaatsen:
- perfectieloge: Les Disciples de Salomon - Nederlandstalig
- kapittel: Les Disciples de Salomon - Nederlandstalig

## Para-Maçonnerie

### Lectorium Rosicrucianum
- Lectorium Rosicrucianum Leuven

Vrijmetselarij · Beginselen · Geschiedenis · Symbolen · Vrijmetselaarsloge · Ordegrondwet · Obediëntie · Regulariteit en irregulariteit · Ritus · Graden · Grootmeester · Gemengde vrijmetselarij · Para-vrijmetselarij · Antivrijmetselarij · Vrijmetselarij in Nederland · Vrijmetselarij in België · Internationale vrijmetselarij
>>> Meer info op Portaal:Vrijmetselarij <<<